# Fajans-soddysche Verschiebungssätze

Verschiebung von Kernen auf der Nuklidkarte infolge verschiedener Arten radioaktiven Zerfalls:
senkrecht: Ordnungszahl (Protonenzahl) Z
waagerecht: Neutronenzahl N

Die fajans-soddyschen Verschiebungssätze (auch radioaktive Verschiebungssätze) sind 1913 von Kasimir Fajans und Frederick Soddy aufgestellte Regeln, die beschreiben, wie sich die Ordnungs- und Massenzahl von Atomkernen bei deren radioaktivem Zerfall ändert. Ihre Erklärung fanden die Regeln später mit der Erforschung des Aufbaus der Atomkerne und der Natur der „Zerfalls“-Prozesse (genauer: Umwandlungsprozesse).
- Beim Alphazerfall entsteht ein Nuklid mit einer um zwei Einheiten niedrigeren Ordnungszahl als das Mutternuklid. Die Massenzahl verringert sich dabei um vier Einheiten.
- Beim Betazerfall entsteht ein Nuklid gleicher Massenzahl. Die Ordnungszahl erhöht (β−-Zerfall) bzw. verringert sich (β+-Zerfall und Elektroneneinfang) um eine Einheit.